# Néo-romantisme
 (avril 2025).
Si vous disposez d'ouvrages ou d'articles de référence ou si vous connaissez des sites web de qualité traitant du thème abordé ici, merci de compléter l'article en donnant les références utiles à sa vérifiabilité et en les liant à la section « Notes et références ».
 (mars 2023).
Le néo-romantisme est un mouvement artistique littéraire, pictural et musical apparu trente ans après la fin du mouvement romantique, soit dans les années 1880, en réaction au naturalisme et au modernisme. Ce mouvement culturel reprend et s'inscrit dans la lignée des motivations du romantisme, et cherche à mettre un accent sur les sentiments et la vie intérieure de l'artiste.
Le néoromantisme étant ainsi son influence sur plusieurs décennies en Europe, ainsi qu'en Amérique du Nord.

## En Europe

### France
Le néoromantisme s'est notamment manifesté en France à travers le symbolisme. De nombreuses figures de l'Histoire de l'Art française peuvent être rattachées à ce mouvement. A ce titre, on peut citer Edmond Rostand, Balthus ou encore Bernard Faucon.

### Angleterre
En Angleterre, l'influence du mouvement s'étend jusqu'à nos jours.

#### 1880 - 1910
De 1880 à 1910, on peut noter que plusieurs autres mouvements peuvent être associés au néo-romantisme, comme le Arts & Crafts Movement, le Pictorialisme, l'Esthétisme ou encore l'Architecture néogothique.
La variété du néo-classicisme s'illustre dans le travail de plusieurs artistes de cette période, à l'image de Gerard Manley , Hopkins, Lewis Carroll, John Ruskin, Edward Elgar, Vaughan Williams et W. B. Yeats.

#### 1930 - 1950
En Angleterre, le néoromantisme est également un nom donné à un courant d'artistes britanniques qui, à partir des années trente, rejettent l'héritage de l'art abstrait et prônent un retour à la figuration, influencés par l'art visionnaire de Samuel Palmer et William Blake. Les représentants principaux du néoromantisme en Angleterre sont :
- Paul Nash
- John Piper
- Graham Sutherland
- John Minton
- Michael Ayrton
- Robert Colquhoun
- Keith Vaughan
- Prunella Clough
- John Craxton

#### 1970 - 2020
- Salvatore Garau

### Pologne
Le mouvement Jeune Pologne et l'écrivain Stanislaw Przybyszewski ont contribué à la propagation du néoromantisme en Pologne.

### Russie
- Eugène Berman
- Pavel Tchelitchev

## En Amérique du Nord

### États-Unis
- Walt Whitman
- Imaginisme
- Maxfield Parrish
- Allen Ginsberg
- John Williams
- The beat poets
- Minor White
- Joseph Cornell
- John Crowley
- Guy Davenport
- Justine Kurland
- Jeffrey Blondes
- Hakim Bey Temporary Autonomous Zone, Summer Land

#### Musique américaine néoromantique des années 1980 - 1990
Les groupes de musiciens suivants ont cherché à définir le drame néoromantique :
- A Flock Of Seagulls
- ABC
- Adam and the Ants
- Après Demain
- Blancmange
- Classix Nouveaux
- Culture Club
- Duran Duran
- Eurythmics
- The Flowers Of Romance
- Human League
- Japan
- Kajagoogoo
- Lime
- Modern English
- Naked Eyes
- Orchestral Manoeuvres in the Dark
- Organ
- Payolas
- Simple Minds
- Soft Cell
- Spandau Ballet
- The Spoons
- Strange Advance
- Talk Talk
- Tears for Fears
- Ultravox
- Vennaskond
- Visage